# Stibeutes heterogaster
Stibeutes heterogaster är en stekelart som först beskrevs av Thomson 1885.  Stibeutes heterogaster ingår i släktet Stibeutes och familjen brokparasitsteklar. Inga underarter finns listade i Catalogue of Life.